# Sichi (cognom)
Sichi (/'siki/) és un cognom d'origen italià. Se troba per tota Itàlia però en especial a Toscana. Diverses persones amb el cognom Sichi van emigrat des d'Itàlia als Estats Units.

## Persones notables
- Anthony Sichi, futbolista francès